# Zentralverband der Konditoren, Leb- und Pfefferküchler
Der Zentralverband der Konditoren, Leb- und Pfefferküchler wurde 1891 gegründet. Die freie Gewerkschaft organisierte die Konditoren, Lebkuchenbäcker sowie Arbeitnehmer in verwandten Branchen im deutschen Kaiserreich.

## Geschichte
Die Gewerkschaft wurde am 1. Oktober 1891 in Hamburg gegründet.
Der Zentralverband war Mitglied in der Generalkommission der Gewerkschaften Deutschlands.
Am 1. Juli 1907 fusionierte die Gewerkschaft mit dem Verband der Bäcker und Berufsgenossen Deutschlands und gründeten den Zentralverband der Bäcker, Konditoren und Verwandter Berufsgenossen Deutschlands.

## Vorsitzende
- 1891–1902: N.N.
- 1902–1907: Völk